# Сухозем
Сухозе́м (болг. Сухозем) — село в Пловдивській області Болгарії. Входить до складу общини Калояново.

## Населення
За даними перепису населення 2011 року у селі проживали 160 осіб.
Національний склад населення села:
| Національність   | Кількість осіб | Відсоток |
| ---------------- | -------------- | -------- |
| болгари          | 150            | 93,8%    |
| турки            | 8              | 5,0%     |
| цигани           | 0              | 0%       |
| Всього відповіли | 160            |          |

Розподіл населення за віком у 2011 році:
Динаміка населення: